# マジカルバケーション 5つの星がならぶとき
『マジカルバケーション 5つの星がならぶとき』（マジカルバケーション いつつのほしがならぶとき、英題：Magical Starsign）は、ブラウニーブラウンが開発し、2006年6月22日に発売されたニンテンドーDS専用ゲームソフト。公式のジャンル表記は「RPG」。『マジカルバケーション』の続編。アメリカでは同年10月23日、ヨーロッパでは2007年2月9日に発売。
本稿では、初期プロットを基にしたWEBコミック『宇宙の騎士』（うちゅうのきし）についても、併せて扱う。

## システム
前作『マジカルバケーション』からは、戦闘システム周りが大きく変更されている。
ニンテンドーDSの標準機能である「すれちがい通信」に対応。「すれちがいつうしん」により「すれちがいアミーゴ」が出来るようになった。これは前作の「レッツアミーゴ」で出来たことを、すれちがい通信でも出来ることを意味する。
前作とは同じ世界の違う時代という設定であるが、マドレーヌ先生など、前作のキャラクターも登場する。
属星・運行図・オーラ状態　
本作では光、闇、火、水、木、土、風の七つの属星がある。また、火、水、木、土、風それぞれの属星を司る五つの星と、それらの星の周回を示す運行図（ゲーム中では「うんこうず」）が存在し、戦闘中及び移動中の時間経過と共に五つの星が時計回りに移動する。内周、外周により周回速度は星によっては異なる。そして五つの属星に分けられたエリアと移動する同じ属星を持つ星が重なったときに「オーラ状態」となりその属性の魔法の威力が敵味方関係無しに全て2倍となる。その状態は星が同じ属性のエリアを通過し終わるまで継続する。通常は時間経過によって移動するが中盤で入手できる無属星魔法「セレスチャル・タクト」を使用することでMPを消費して星を進めることが可能となる。
また時間経過と共に昼と夜が随時入れ替わり（時間経過は砂時計の表示で確認できる）、昼のときは光属星が、夜のときは闇属星がオーラ状態となる。
バトル中「セレスチャル・タクト」により5つの星を一直線にそろえると、敵に大ダメージを与えることが出来る。何もしないでも星がそろう事があるが、その場合は敵味方両方大ダメージを負う事になる。主人公のみならず、一部の敵（オウ・リュウキやジン・レオなど）もセレスチャル・タクトを使用する。
すれちがいつうしん（すれちがいアミーゴ）　
ニンテンドーDSの「すれちがい通信」機能を利用している。すれちがいアミーゴで受信したデータの一覧は「アミーゴ・リスト」として最大100人分まで登録・蓄積され、同時に様々なアイテムを1つ入手することができる（入手できるアイテムは主人公の属星やゲーム進行具合よって変動する）。
すれちがいにより相手が受け取る自分のデータを編集する機能もあり、たとえば40文字程度のメッセージを書いておいて、すれちがい通信が成功すると、お互いのメッセージを交換することができる。
すれちがいアミーゴを繰り返していると、「タマゴキャラ」が誕生する。すれちがいアミーゴによってタマゴが孵化し、すれちがいアミーゴによってレベルアップする。パーティに加えて一緒に戦うことも出来るが、戦闘によってレベルは上がらない。あくまでも、すれちがいアミーゴを繰り返すことで誕生、孵化、成長する。
アミーゴ・ダンジョン 　
ニンテンドーDSに標準装備されているWi-Fiワイヤレス通信機能を利用して遊ぶゲームモード。自分の育てたキャラクターを持ち寄り、ダンジョンにいるモンスターを倒したり、宝箱を探したりして得点を競い合う。最大6人同時プレイ可能である。

## 世界設定
今作はタロタロ太陽系を舞台に7つの星を冒険する。惑星間の移動は「魔道力ロケット ニウマーナ」で行い、ゲームの進行に合わせて他の星へ自由にいけるようになる（闇の星ロマシュマのみ、光の星シャリィにあるスターゲートを利用する）。また、今作では戦闘システムにも五つの星が密接に関係している。
辺境の惑星コヴォマカ
主人公達が通う魔法学校ウィル・オ・ウィスプがある星。星の運行図にも載っておらず、惑星の住民も他の星のことは知らない。
土の星ヒカラビータ
主人公が不時着した星。岩山と砂漠がほとんどで、所々に古代文明の遺跡が点在する。主にトゲモグラ族や古代機械たちが生活している。
水の星リグ・マハ
海で覆われた惑星で大きく二つの島に分けられている。ラッコ族が生活する村やウィル・オ・ウィスプ以前に存在した魔法を教えるタコツボ塾などが存在する。初めてきたときは氷に覆われるほどの寒さになっていた。
風の星コットン
当初の目的地だった惑星。宇宙警察の本部が置かれている。そのため都市部では高度に発展した建物があるがひとたび進むと寂れた荒野が段階的に広がっている。
木の星カオピター
ほとんどをジャングルに覆われた惑星で奥には御神木がそびえ立つ。ニャムネルト族やサンショウウオ族が住む集落のほか宇宙海賊のアジトもある。
火の星ラグアフォー
名前の通り溶岩の川が流れる灼熱の星。その熱さの為普通の宇宙船では着陸することができない。ツボ族の村やドワーフたちの総本山キードモンガがそびえ立つ。
光の星シャリィ
太陽の中にある星。特殊な宇宙船でないと着陸できない。ダンシングフルーツがあちこちに生息しており、中心部には光の宮殿がそびえたつ。闇の星ロマシュマへ行くための階段があったが、ジン・レオに破壊されてしまった。
闇の星ロマシュマ
太陽の中にある星。最終決戦の地。ジン・レオに連れ去られた魔法使いが、グミの材料として集められている。最奥部には、グミの洞窟があり、太陽を食べる虫ロマシュマが生息しているといわれている。

## あらすじ
タロタロ太陽系には火の星、木の星、風の星、水の星、土の星の5つの惑星がある。そんな惑星群の辺境にあるもう1つの惑星・コヴォマカ。そこにある魔法学校ウィル・オ・ウィスプでは、魔法使いを目指す6人の少年少女が同じクラスで学んでいた。
ある日、魔法学校の校長グラン・ドラジェの元に、不吉なニュースが届く。それは、魔法学校の卒業生のジン・レオが宇宙海賊の頭（かしら）になり、悪事を働いてタロタロ太陽系を崩壊させようとしているという内容だった。事態の収拾を図るため、6人の少年少女の担任であり、ジン・レオの担任でもあったマドレーヌ先生を宇宙に向かわせる。しかし、マドレーヌ先生はその後音信不通になる。
3ヵ月後、生徒の1人のジャスミンはいても立ってもいられず、魔法学校の屋根裏に隠された小型宇宙船を発見すると、そのままそれに乗り込み、マドレーヌ先生の後を追って宇宙へと旅立ってしまう。そして、ジャスミンを追って同型の宇宙船に乗り込み飛び立つ主人公。だが、操縦ミスにより、マドレーヌ先生の手掛かりがあると目された風の星ではなく、荒廃した土の星へと不時着してしまう。
やがて、5つの惑星を巡り、様々な人々と出会い、他の4人のクラスメイトとも合流する。果たしてマドレーヌ先生と再び出会える日は来るのか。かつては優秀な生徒であったというジン・レオの狙いとは何なのか。
宇宙をまたにかけた追跡行がはじまった。

## キャラクター

### 魔法学校のクラスメイト
主人公（男女選択）
属星 - 光と闇から選択可能
今回は性別による能力差はなくなっている。性別による話の流れの変化は無いものの、男主人公の場合はジャスミンと、女主人公の場合はカフェラテと特別イベントがある。
ジャスミン
属星 - 風
ウサギ族の女の子。いたずら好きののんびりマイペースな性格で、真っ先にロケットで飛び出すこととなった。序盤のシーンでは主人公が選択肢でボケるとしっかり突っ込みを入れてくる。また、男主人公に想いを打ち明けるシーンもある。実はニンジン嫌い。
カフェラテ
属星 - 土
魔法が使えるロボット。前作のカフェオレと似ているが、身長・体重ともに異なるため、別物だと思われる。丁寧口調だが、恋をしたい願望があるらしく、女主人公にはその想いを打ち明けようとしたことも。古代機械という設定が終盤重要になってくる。
チャイ
属星 - 木
サンショウウオ族の男の子。語尾に「ノ」を付ける。サンショウウオ族は通常魔法を使うことが出来ないが、彼は普通に使うことが出来る。宇宙警察につかまっていたところを脱走したものの、再びつかまってしまったが主人公達の活躍により助け出される。とある宇宙警察の重要機密を知っている。
ポモドーロ
属星 - 火
人間の少年。自称“クールな熱血漢”。夢を追って働かない父親のために家計を支えようと独学で魔法を学び始めた。夢は「デカいヤマをあてること」熱血漢でリーダー気取りだがどこか間が抜けている。クラスメイトのシュガーに想いを寄せていて、かっこいいところを見せようとするが失敗したり、彼女にあしらわれたり意に介されなかったりすることが多い。実はカナヅチ。
シュガー
属星 - 水
人間の少女。今の自分に満足できず常に上を目指している。面倒見もいい優等生タイプで、クールで知的だが思ったことをため込みやすく考えが足りていない面も。経済的な事情で魔法学校を中退することが決まっていたが、のちに奨学金を受けることが決まり中退は免れた。マドレーヌ先生を助けるため、一時宇宙海賊の一員になっていた。

### 前作からのキャラクター
マドレーヌ・ド・タスカ
魔法学校の先生。タコツボ塾卒業生。実は800歳を超えているらしいが、見た目は若い。
ジン・レオの計画阻止のためグラン・ドラジェに送り出されるが、ビエ・マルク率いる宇宙警察に捕らえられてしまう。その後ジン・レオに闇の星まで連れ去られてグミにされてしまい物語終盤で命を落とす。
グラン・ドラジェ
主人公達の通う魔法学校の校長。不老不死との噂がある。マドレーヌをジン・レオの野望阻止のために送り出す。タコツボ塾卒業生。
ピスタチオ
名前のみ登場。魔法学校の先生。教え方が下手で遅くまで補習をするため生徒からの評判は悪い。
昔は臆病で落ちこぼれだったらしい。
ガナッシュ、ヴァニラ、ブルーベリー、スフレ
名前のみ登場。

### 宇宙海賊
最近魔法使いを誘拐している勢力。本拠地は木の星カオピターのアッサム、メンバーのほとんどがラッコ族である（属星は水）。部下達は魔法は使用せず素手のほか剣や釣竿、錨などを武器としている。
ジン・レオ
属星 - 主人公と反対（主人公が光なら闇、主人公が闇なら光属星になる）
本作の黒幕。宇宙海賊を率いて太陽の再生を目論んでいる。魔法学校の卒業生で、マドレーヌの教え子の中でも最も優秀だった。その優秀さゆえに他から妬まれ、邪悪に墜ちて闇の星ロマシュマで計画を進めている。戦闘では、自身と正反対の属星以外の全属星の魔法をつかってくる。マドレーヌの発言によると、本来は優しい性格だったらしい。
ルーブー・ソラキュー
属星 - 闇
宇宙海賊のリーダーで、ジン・レオの一番弟子。赤い仮面が特徴。最期は、ジン・レオに忠誠を見せるため自爆した。戦闘では、闇の魔法のほか、蹴り技も使用してくる。
サンギーヌ
海賊の一員でトカゲのような風貌をしている。威張ってはいるが地位は低い（下っ端より偉い程度）。海賊に入りたいカルダロスタを利用している。
カルダロスタ
海賊に入りたいラッコ族で、幾度となく主人公たちの邪魔をするが、サンギーヌにパシられたりルーブー・ソラキューの自爆に巻き込まれたり散々な目にばかりあっている。

### 宇宙警察
風の星コットンに本拠を置く組織。捜査依頼を何度も他の部署へたらいまわしにするなど評判が悪い。実は宇宙海賊と内通している。一般の警察はビームやボム、格闘などで戦う（属星は光）。全メンバーが飛行能力や宇宙を航海する能力を持つドワーフ製のプロテクターを装備している。
ビエ・マルク
属星 - 闇
宇宙警察の武術顧問で、武術の神ルーマオの弟子。ポモドーロによると宇宙で5本指に入るというかなり強い魔法使いで、風の星でマドレーヌを捕まえるほどの実力を持つ。魔法のほかにも一撃必殺の効果を持つ強力な拳法を使う。主人公たちに敗れたのちに、スターゲートを破壊しようと自爆を試みるが、フラワーとヤイパパに阻止される。笑い声は｢シッシッシッシッシ……｣。
ナジョ・ドルーゴ
属星 - 風
宇宙警察の女幹部で、プロテクターはハート型で風魔法のほかに剣技も得意とする。宇宙警察から機密を持ち出したチャイをさらっている。実は宇宙警察を変えようとしていた。当初は主人公達を怪訝に思っていたが、コットンにて戦った後、主人公側につき、ビエ・マルクの攻撃からフィールド魔法で救ってくれるなど様々な形で助けてくれる。
キジカ・ログマ
属星 - 火
宇宙警察の中でも味方まで平然と巻き込む過激な性格から危険とされている人物で、当初は謹慎を受けていた。通称、味方殺し。プロテクターは亀の甲羅型。後に立場が危うくなったニーベ・ケジャーの手で復帰した。プロテクターに装備されている二門の大砲による攻撃と力任せの格闘が得意。ストーリー中でも、カオピターを焼き払ったり、宇宙警察を撃ったり過激な行動がみられた。
ニーベ・ケジャー
属星 - 水
宇宙警察のベナ・カリシィ署の署長で、二枚貝形のプロテクターに搭乗する。水の星で戦うことになる。鋭い切れ味を持つ刀を使う描写があるが、戦闘では使わない。彼の瞳に見つめられると、誰でも恋に落ちてしまうという怪しい魅力を持つ。ゴツム・ローの悪臭でも倒れはしないが非常に臭いらしい。リグ・マハにて戦った後、カオピターで再会するが、その後は一切登場しない。
ゴツム・ロー
属星 - 土
宇宙警察のメンバーで、ニーベ・ケジャーを兄者と呼ぶ。巻貝形のプロテクターを頭部に装備している。ニーベ・ケジャーと側近の部下SPニトウヘイ2名以外を気絶させてしまうほどの悪臭と、SPニトウヘイを踏み台にしての踏み付けが武器。ニーベ・ケジャーに刀で切り付けられたが、生死不明。
オウ・リュウキ
属星 - 木
宇宙警察の警部補で初登場時は署長代理を務めていた（署長への肩叩きで得た一日だけのもの）。金に汚い性格で、主人公一行を逮捕しようとしたとき、金で取り引きをして見逃した事がある。戦闘では木の魔法と星型のプロテクターを利用した回転突撃攻撃を使用する。
ジフンサー
ナジョ・ドルーゴの父で元警察将軍。現在は腐敗した宇宙警察に落胆し身を引いている。ナジョに宇宙警察を変え、宇宙海賊を倒すよう説得されるが、一向に聞き入れなかった。しかし、主人公たちの行動を見て、宇宙警察の指導権を掌握し、闇の星にて共闘してくれる。
ツンカード
水の星に配属されていた新米警官で、一般警官と同じ格好とプロテクターを持ち、水の星では唯一住民から信頼されていた。ルーブー・ソラキューによって火の星に幽閉されるが、主人公たちの活躍により救い出される。水の星で主人公達と出会った後は、様々な形でサポートしてくれる。

## 宇宙の騎士
ブラウニーブラウンのホームページで連載されているコミックで、2008年5月から月一ペースで掲載され同年10月で一旦「第一部」終了としている（スタッフ曰く、仕事が忙しくなり執筆に手が回らなくなったため）。『5つの星がならぶとき』の初期プロットだったものを基にしており、両作品のキャラクターが同時に登場したりする。原作を井上信行、漫画を亀岡慎一、背景を津田幸治、門井元が担当する。
あらすじ
ある日の夜、魔法王国コヴォマカの外れに謎の隕石が落下する。調査によってその隕石は預言書に書かれた滅びをもたらす「羊」であることが判明。その羊を破壊するためにコヴォマカはヴァニラ率いる精鋭部隊を派遣する。
登場人物 　
マッシュ・ブラン
ウィル・オ・ウィスプ魔法学院の生徒で火の魔法使い。お調子者な性格。デザインは『5つの星がならぶとき』の男主人公。なお、マッシュとは公式資料などで使用されていた主人公の名前。
シュガー・ロンサーヌ
ウィル・オ・ウィスプ魔法学院の生徒で水の魔法使い。
ピスタチオ・メイプルウッド
ウィル・オ・ウィスプ魔法学院の生徒で木の魔法使い。マッシュの上級生。シードルからは「ピス」と呼ばれている。
シードル・レインボウ
ウィル・オ・ウィスプ魔法学院の生徒で美の魔法使い。移動時に使った乗り物のカラーが一人だけ違っていた。
アランシア・スコアノート
ウィル・オ・ウィスプ魔法学院の生徒で音の魔法使い。原作のような間延びした口調ではなくなっている。
スフレ・シャーベット
ウィル・オ・ウィスプ魔法学院の生徒で闇の魔法使い。シードルの従妹で、原作では名前だけ登場していた。ある種のテレパシー能力のような物を持っている。また最後はケルレンドゥを召喚している描写がある。
ヴァニラ・ナイトホーク
コヴォマカの精鋭部隊「白鷹魔法騎士団」の団長。エニグマ憑きの強力な魔法使い。「羊」討伐のために派遣されるが敗退してしまう。
ゲアッシガオウ・オーデン
コヴォマカの国王。モヒカン頭。「羊」の脅威に愕然とする。
カオ・ヤム
国王側近の魔導師。